# 小坝镇 (北川县)
小坝镇，是中华人民共和国四川省绵阳市北川羌族自治县下辖的一个乡镇级行政单位。原为小坝乡，2016年撤乡设镇。

## 行政区划
小坝镇下辖以下地区：
小坝社区、坝地村、巩固村、白花村、晨溪村、新建村、民主村、泡花村、大包村、沙坪村、永兴村、聚宝村、桑柏村、春怀村、大梁村、酒厂村、茅岭村、团结村、上沟村、照德村、回龙村、江河村、金凤村、庄坪村、大华村、青龙村和太白村。